# Hinova
Hinova là một xã thuộc hạt Mehedinți, România. Dân số thời điểm năm 2002 là 2878 người.